# Nakazato Koji
Koji Nakazato (sinh ngày 24 tháng 4 năm 1982) là một cầu thủ bóng đá người Nhật Bản.

## Sự nghiệp câu lạc bộ
Koji Nakazato đã từng chơi cho Shonan Bellmare và Sanfrecce Hiroshima.